# دونالد هاميلتون
دونالد هاميلتون (بالإنجليزية: Donald Hamilton)‏ (24 مارس 1916، أوبسالا في السويد - 20 نوفمبر 2006، فيسبي في السويد)؛ كاتب، كاتب سيناريو، صحفي وروائي أمريكي.

## روابط خارجية
- دونالد هاميلتون على موقع IMDb (الإنجليزية)
- دونالد هاميلتون على موقع الموسوعة البريطانية (الإنجليزية)
- دونالد هاميلتون على موقع قاعدة بيانات الفيلم (الإنجليزية)